# Piotr Żurek (historyk)

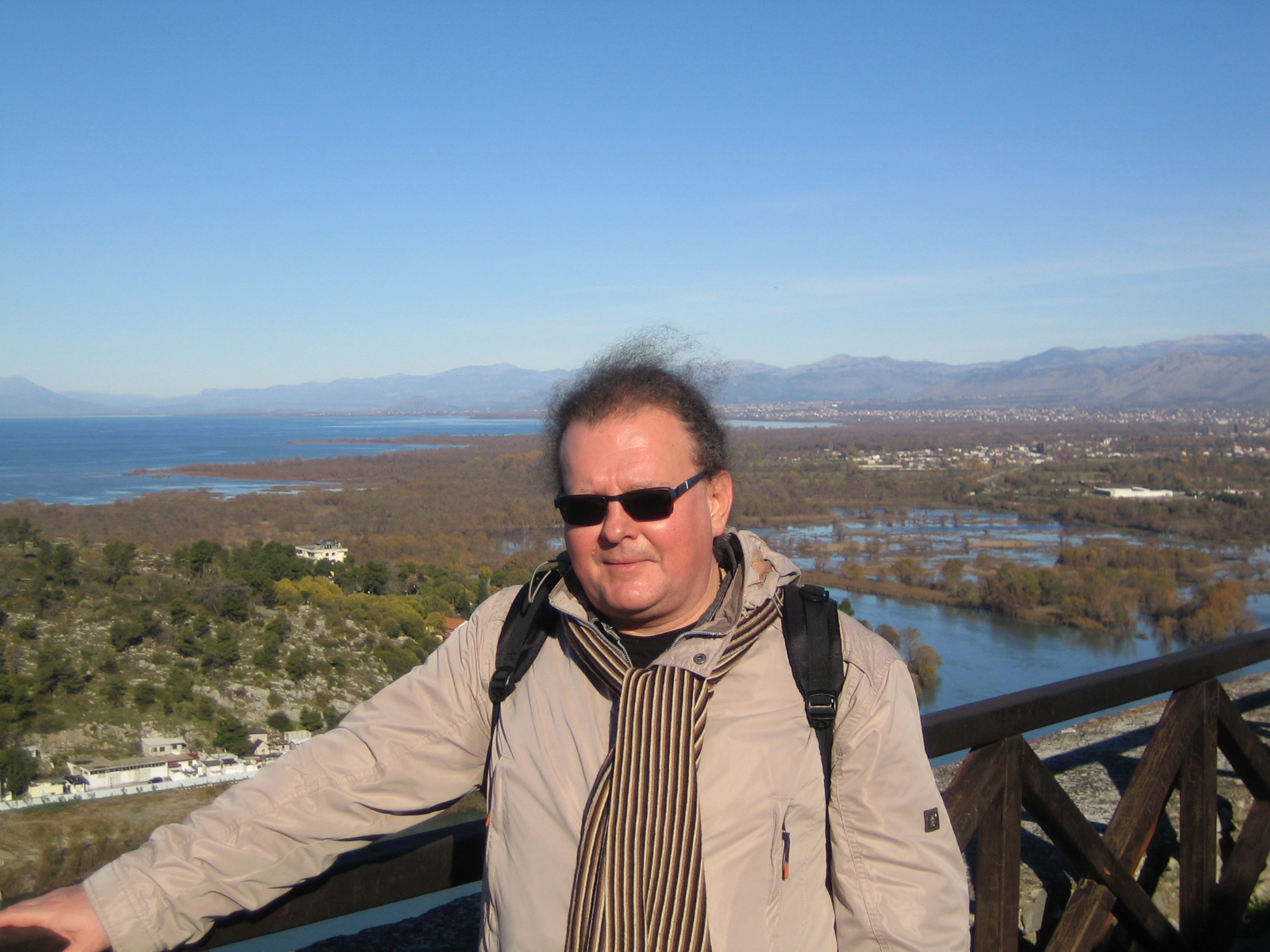
Piotr Żurek

Piotr Paweł Żurek – polski historyk i slawista, dr hab. nauk humanistycznych, profesor uczelni Instytutu Neofilologii Wydziału Humanistycznego i Społecznego Uniwersytetu Bielsko-Bialskiego.

## Życiorys
Uzyskał dwa tytuły magistra: historii (1997) i filologii słowiańskiej (1998), oba na Uniwersytecie Śląskim w Katowicach. W 2003 r. obronił rozprawę doktorską pt. Chorwaci w koncepcjach politycznych Hotelu Lambert w latach 1843–1850, przygotowaną pod kierunkiem prof. Mieczysława Tantego, a w 2011 r. habilitował się na podstawie pracy zatytułowanej Czarnogórcy i Serbowie w rosyjskiej polityce księcia Adama Jerzego Czartoryskiego (1802–1806).
Jest profesorem uczelni w Instytucie Neofilologii na Wydziale Humanistycznym i Społecznym Uniwersytetu Bielsko Bialskiego i był członkiem Komisji Bałkanistyki przy Oddziale Polskiej Akademii Nauk w Poznaniu na kadencję 2019-2022.